# Péril en la demeure (film)
Pour les articles homonymes, voir Péril en la demeure.
Pour plus de détails, voir Fiche technique et Distribution.
Péril en la demeure est un film français, écrit, dialogué et réalisé par Michel Deville et sorti en 1985. Le scénario est adapté du roman Sur la terre comme au ciel de René Belletto.

## Synopsis
David Aurphet, professeur de guitare un peu paumé, est sollicité pour donner des cours à Viviane Tombsthay, la fille d'un couple très aisé. Julia, la mère de Viviane, tombe immédiatement sous son charme et le poursuit de ses assiduités jusque chez lui. Il succombe facilement.
David reçoit bientôt par la poste une cassette vidéo où sont enregistrés ses ébats avec Julia depuis un immeuble voisin. Il met dans la confidence Edwige, qui habite une maison en vis-à-vis de la demeure des Tombsthay et possède un magnétoscope.
Dans le même temps, David est victime d'un agresseur et est sauvé par un mystérieux personnage, Daniel Forest. Celui-ci se confie à David et avoue être un tueur à gages en mission. Une amitié naît entre les deux hommes, faite de confidences et de protection. Plus tard, Daniel lui dévoilera que sa mission est de tuer Graham Thombsthay et de s'emparer de précieux microfilms cachés dans un petit globe terrestre. Il met David en garde contre Julia et son mari et lui confie un revolver.
Julia invite son amant à son domicile pour quelques jours en l'absence de son mari. David arrive le soir, mais Graham n'est pas parti et l'attend pour le tuer. David se défend et utilise son revolver ; Graham s'écroule sur le perron de la maison. Julia conseille alors à David de disparaître et lui confie le globe. Il cache le tout dans son jardin et trouve refuge chez Edwige, mais celle-ci lui montre alors un nouvel enregistrement vidéo qu'elle a pris de chez elle et qui dévoile que c'est en fait Julia qui a achevé Graham.
Abasourdi, David rentre chez lui où il trouve Daniel, arme au poing, qui tout en le menaçant lui dévoile les détails de son contrat : adresse de son commanditaire pour y envoyer le globe et numéro de la poste restante où il doit être payé 300 000 francs. Alors que Daniel est prêt à appuyer sur la détente, David tire en premier et le tue, puis s'aperçoit que le revolver de Daniel n'était en fait pas chargé.
David usurpe l'identité de Daniel et, après avoir récupéré l'argent du contrat, passe la nuit avec Edwige puis efface toutes traces de Daniel en faisant exploser sa maison au moyen d'une grenade artisanale que son bricoleur de père avait mise au point.
Il part alors rejoindre Viviane.

## Fiche technique
Sauf indication contraire, les informations mentionnées dans cette section peuvent être confirmées par la base de données cinématographiques Unifrance,  présente dans la section « Liens externes ».
- Titre : Péril en la demeure
- Réalisation : Michel Deville
- Scénario : Michel Deville, Rosalinde Damamme, d'après le roman Sur la terre comme au ciel de René Belletto
- Dialogues : Michel Deville
- Musique : Brahms, Granados, Schubert
- Photographie : Martial Thury
- Montage : Raymonde Guyot
- Décors : Philippe Combastel
- Sociétés de production : Emmanuel Schlumberger pour Éléfilm, Gaumont, TF1 Films Productions
- Pays de production : 100 %  France
- Langue de tournage : français
- Format : Couleur (Eastmancolor) — 1,66:1 — Son mono — 35 mm
- Genre : drame psychologique
- Durée : 100 minutes
- Date de sortie : 
  - France : 13 février 1985

## Distribution
- Christophe Malavoy : David Aurphet
- Nicole Garcia : Julia Tombsthay
- Anémone : Edwige Ledieu
- Michel Piccoli : Graham Tombsthay
- Richard Bohringer : Daniel Forest
- Anaïs Jeanneret : Viviane Tombsthay
- Jean-Claude Jay : le père de David
- Hélène Roussel : la mère de David
- Daniel Vérité : l'agresseur
- Franck de Lapersonne : le vendeur de guitares

## Accueil

### Box-office
Le film a réalisé 1 648 467 entrées en salles, se classant à la 26e place du box-office français de l'année 1985[réf. nécessaire].

## Distinctions

### Récompenses
- Césars 1986 : 
  - César du meilleur réalisateur pour Michel Deville
  - César du meilleur montage pour Raymonde Guyot
- Prix du meilleur film français du syndicat français de la critique de cinéma 1985 (ex æquo avec Sans toit ni loi d’Agnès Varda)

### Nominations
- Césars 1986 : 
  - César du meilleur film
  - César de la meilleure actrice pour Nicole Garcia
  - César de la meilleure actrice dans un second rôle pour Anémone
  - César du meilleur scénario original ou adaptation pour Michel Deville
  - César du meilleur décor pour Philippe Combastel
  - César de la meilleure affiche pour Benjamin Baltimore

## Autour du film
- Le titre britannique du film est Death in a French Garden (Mort dans un jardin français). Sans aucun rapport avec le titre français, c'est un clin d'œil du distributeur britannique en « réponse » à la sortie française, quelques mois auparavant, du film de Peter Greenaway The Draughtsman's Contract (Le contrat du faiseur d'esquisses) sous le titre : Meurtre dans un jardin anglais[réf. nécessaire].
- L'affiche du film, réalisée par Benjamin Baltimore, et sur laquelle on voit Christophe Malavoy et Nicole Garcia faire l'amour causa des remous car elle a été jugée « trop osée et trop provocante » par certains qui ont voulu la faire censurer. Le ministre de la Culture, Jack Lang, autorisera finalement le maintien de l'affiche[réf. nécessaire] qui obtiendra même une nomination aux Césars 1986.
- Le film contient plusieurs allusions à Balthus qui font partie de sa trame même, il baigne dans un érotisme cérébral directement inspiré de l'œuvre du peintre, la reproduction d'un tableau de Balthus, représentant une demeure, y est aperçue à plusieurs moments-clés de l'intrigue, dont le personnage principal donne précisément des leçons de guitare à une adolescente aguicheuse, qu'il rejoindra dans la scène finale.